# Effektive Theorie
Als Effektive Theorie wird in der Wissenschaft, gewöhnlich in der Physik, eine Theorie bezeichnet, die eine tiefere, zugrundeliegende Theorie vereinfachend oder zusammenfassend darstellt. Eine effektive Theorie erlaubt für den Anwendungsbereich, für den sie entwickelt wurde, einfachere Berechnungen, die eine gute Näherung an die beobachteten Phänomene darstellen. 
Effektive Theorien stellen oft die einzig praktikable Methode dar, ein Phänomen wissenschaftlich zu untersuchen.
Es ist dabei notwendig, die Betrachtungen innerhalb der Grenzen der effektiven Theorie durchzuführen; andernfalls sind die Ergebnisse keine gute Näherung mehr oder werden sogar grob falsch.

## Beispiele

### Newtonsche Mechanik
Die Newtonsche Mechanik beschreibt die Bewegung von Körpern und Gasen bei Geschwindigkeiten, die weit unter der Lichtgeschwindigkeit liegen. Letztlich ist sie aber eine Näherung der speziellen Relativitätstheorie für kleine Geschwindigkeiten.

### Optik
In der Optik wird die so genannte „Effektiv-Medium-Theorie“ verwendet, um die optischen Eigenschaften von nichtwechselwirkenden Partikelsystemen in einer Matrix zu berechnen. Dazu werden die Dielektrizitätskonstanten von Matrix und Partikelsystem sowie der Füllfaktor des Partikelsystems zu einer effektiven dielektrischen Funktion zusammengefasst.
Verschiedene Spezialfälle und Forderungen an die Partikelform, Partikelformverteilung etc. werden durch unterschiedliche Theorien wie denen von D. A. G. Bruggeman oder H. Looyenga berücksichtigt.
Im Falle von sehr kleinen, runden Partikeln, erfolgt durch die Mie-Theorie die genauere Beschreibung. Sie beschreibt unter anderem die Mie-Streuung.

### Thermodynamik
Die Thermodynamik ist eine effektive Theorie, da sie die Bewegung der einzelnen Atome und Moleküle vernachlässigt und nur mittlere Größen wie Druck und Temperatur betrachtet.
Sie ist dennoch sehr erfolgreich in ihrer Beschreibung von Gasen.
Die statistische Thermodynamik ist die entsprechende Erweiterung der Thermodynamik. Mit dieser ist es möglich die thermodynamischen Größen wie Temperatur und Druck, aber auch Innere Energie, Entropie etc. aus den Systemeigenschaften zu berechnen.

### Strömungslehre
Die Fluiddynamik nimmt an, dass die Materie aus beliebig kleinen Teilchen besteht, und vernachlässigt somit den atomaren Aufbau der Materie.
Dennoch ist sie sehr erfolgreich, etwa in der Konstruktion von Flugzeugen.

### Kernphysik
In der Kernphysik werden die Eigenschaften der Atomkerne untersucht und in Kernmodellen beschrieben.
Diese Modelle arbeiten auf der Ebene der Kernbausteine (Protonen und Neutronen und die Kernkraft vermittelnde Mesonen, hauptsächlich Pionen), vernachlässigen jedoch die Tatsache, dass selbige aus Quarks aufgebaut sind.

### Quantenfeldtheorie
In der Quantenfeldtheorie werden durch Einführung eines Cutoffs Divergenzen vermieden. Der Cutoff ist dabei die maximale Energieskala, bis zu der man die Theorie betrachtet; Teilchen, deren Masse jenseits dieser Skala liegen, werden vernachlässigt. Während sich für die Theorie unter der Wahl eines hohen Cutoffs nur die Kopplungskonstanten ändern, sie also renormierbar ist, sind die durch die Wahl eines niedrigen Cutoffs begrenzten effektiven Theorien meist störungstheoretisch nicht mehr renormierbar. So geht z. B. die renormierbare Glashow-Weinberg-Salam-Theorie der elektroschwachen Wechselwirkung für niedrige Energie in die nicht-renormierbare, effektive Fermi-Theorie über, in der ein Hadron- und ein Lepton-Strom durch eine Vektor-Vektor-Kopplung den Betazerfall beschreiben.
Die Zerfälle schwerer Hadronen werden durch die Effektive Theorie schwerer Quarks (HQET für Heavy Quark Effective Theory) beschrieben.

## Prinzipielle Fragen
Die bisherige Entwicklung der Wissenschaft auf der Suche nach einer grundlegenden Theorie hat immer wieder bisher existierende Theorien durch neue Theorien ersetzt, in denen die bisherigen Phänomene durch Betrachtung kleinerer Bestandteile verstanden werden können.
Daher stellt sich die Frage, ob eine derartige Suche in dem Sinne endlos ist, dass im Inneren jeder Theorie eine weitere enthalten ist – oder ob es eine innerste Theorie gibt, aus der sich letztendlich alle Theorien (zumindest theoretisch) verstehen lassen.
Derzeit gilt die Superstringtheorie als Kandidat für eine solche innerste Theorie.